# ژان پیر فرانسوا
ژان پیر فرانسوا (انگلیسی: Jean-Pierre François؛ زادهٔ ۷ ژوئن ۱۹۶۵) خوانندگی اهل فرانسه است. وی بین سال‌های ۱۹۸۹ تا ۱۹۹۰ میلادی فعالیت می‌کرد.
از باشگاه‌هایی که در آن بازی کرده‌است می‌توان به باشگاه فوتبال سن-اتین، باشگاه فوتبال بازل، و باشگاه فوتبال دیژون اشاره کرد.